# Jean-Guy Dagenais
Jean-Guy Dagenais, né le 2 février 1950, est un policier, dirigeant syndical et sénateur canadien du Québec.

## Biographie
Le père de Jean-Guy Dagenais a été policier pendant 30 ans au Service de police de la Ville de Montréal. Lui-même obtient un diplôme d'études collégiales en ressources humaines au Collège de Rosemont en 1969 et sert dans la Sûreté du Québec pendant 39 ans, de 1972 à 2011. À partir de 1984, il s'implique dans son syndicat, l'Association des policières et policiers provinciaux du Québec, occupant le poste de vice-président aux finances de 1996 à 2004 et de président de 2004 à 2011. Il siège aussi au conseil d'administration de l'École nationale de police du Québec et au conseil de direction de l'Association canadienne des policiers (en). Il est fait membre de l'Ordre du mérite des corps policiers avec le grade d'officier.
En 2002, Jean-Guy Dagenais afait l'objet d'un blâme de la part du Comité de déontologie policière, un tribunal administratif du Québec.

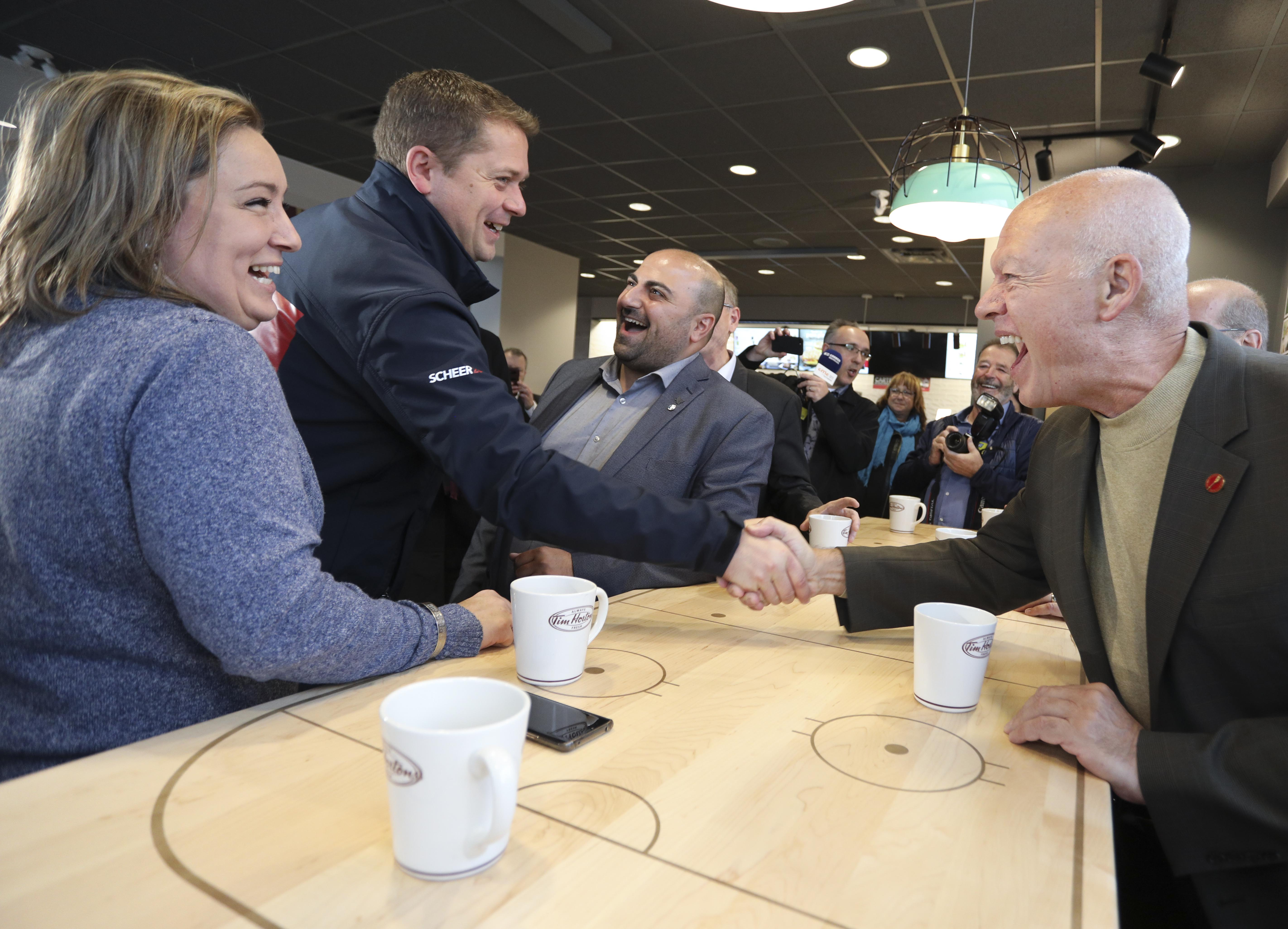
Jean-Guy Dagenais et Andrew Scheer en 2019.

Il est candidat du Parti conservateur à l'élection générale de 2011 dans la circonscription de Saint-Hyacinthe—Bagot. Il se classe au troisième rang avec 16 % des voix.
Le premier ministre du Canada Stephen Harper annonce le 6 janvier 2012, par voie de communiqué, la nomination de Jean-Guy Dagenais au poste de sénateur. Il prend officiellement son poste le 17 janvier suivant. La nomination de Dagenais au Sénat est qualifiée de partisane puisque ce dernier était un candidat conservateur défait aux élections fédérales de 2011 ,. Il siège comme sénateur conservateur jusqu'au 18 novembre 2019 où il joint le Groupe des sénateurs canadiens. Il rompt complètement ses liens avec le Parti conservateur en septembre 2022 à la suite de l'élection de Pierre Poilievre à la tête du parti.
Le 2 février 2025, il prend sa retraite du Sénat, obligatoire à l'âge de 75 ans.

## Prises de position
Jean-Guy Dagenais se prononce en faveur de l'abolition du Registre canadien des armes à feu. Cette position suscite beaucoup de critique puisque Jean-Guy Dagenais militait en faveur du maintien du registre des armes à feu à l'époque où il était policier et président de l'Association des policiers provinciaux du Québec .

## Scandale des dépenses au Sénat
Malgré le scandale des dépenses au Sénat, dans lequel on a appris que trois sénateurs avaient reçu des allocations de logement indûment réclamées et des remboursements de dépenses inappropriées , le sénateur Jean-Guy Dagenais s'oppose à l'intervention du vérificateur général au Sénat. La motion réclamant que le vérificateur général du Canada examine les dépenses des sénateurs avait été déposée par la leader des conservateurs au Sénat.
Suivant le scandale, l'opposition officielle néo-démocrate revient en force avec sa position prônant l'abolition du Sénat. Le Nouveau Parti démocratique prône l'abolition du Sénat depuis 50 ans et promet de tenir un référendum sur ce sujet aux élections de 2011. Visiblement agacé par la position du NPD à ce sujet, le sénateur Jean-Guy Dagenais réplique en expédiant une virulente lettre à la députée de sa circonscription de Terrebonne-Blainville Charmaine Borg, une lettre qualifiée de paternaliste, enfantine, condescendante, et misogyne par le NPD .